# Volkwin Marg
Volkwin Marg, född 15 oktober 1936 i Königsberg (nuvarande Kaliningrad), är en tysk arkitekt.
Marg växte upp i Danzig och studerade i Berlin och vid TU Braunschweig 1958-1964. År 1964 tog han sin examen och grundade 1965 tillsammans med Meinhard von Gerkan Gerkan, Marg und Partner (gmp). Marg har vunnit över 380 priser vid arkitekturtävlingar tillsammans med von Gerkan. Bland hans verk kan nämnas nya Bundeskanzleramt i Berlin, Nya Leipzigmässan, Berlin Hauptbahnhof och Berlin Tegel flygplats.